# 星际争霸：报应
《星际争霸：报应》是1998年由暴雪授权、WizardWorks Software出版的《星际争霸：母巢之战》的扩展包。
该扩展包有超过120张新的多人地图，以及大量的单人战役。